# Karl Rahner
Pour les articles homonymes, voir Rahner.
Karl Rahner, né le 5 mars 1904 à Fribourg-en-Brisgau (Empire allemand) et mort le 30 mars 1984 à Innsbruck (Autriche), est un prêtre jésuite allemand, écrivain et professeur de théologie, reconnu comme l'un des théologiens chrétiens les plus éminents du XXe siècle. Il eut une grande influence au concile Vatican II, dont il fut l'un des experts.

## Biographie
Après des études secondaires dans sa ville natale, Karl Rahner entre dans la Compagnie de Jésus le 20 avril 1922 trois ans après son frère Hugo Rahner, lui aussi théologien. Dix ans plus tard il est ordonné prêtre (26 juillet 1932). De 1934 à 1936, il suit le séminaire de philosophie de Martin Heidegger à l'université de Fribourg. En 1936, il prépare une thèse en philosophie avec une étude sur la métaphysique de la connaissance chez Thomas d'Aquin (tr. fr. L'Esprit dans le monde, 1968). Il s'inscrit dans un courant théologique post-kantien, à la suite du jésuite et philosophe belge Joseph Maréchal, et est marqué par la philosophie existentialiste.

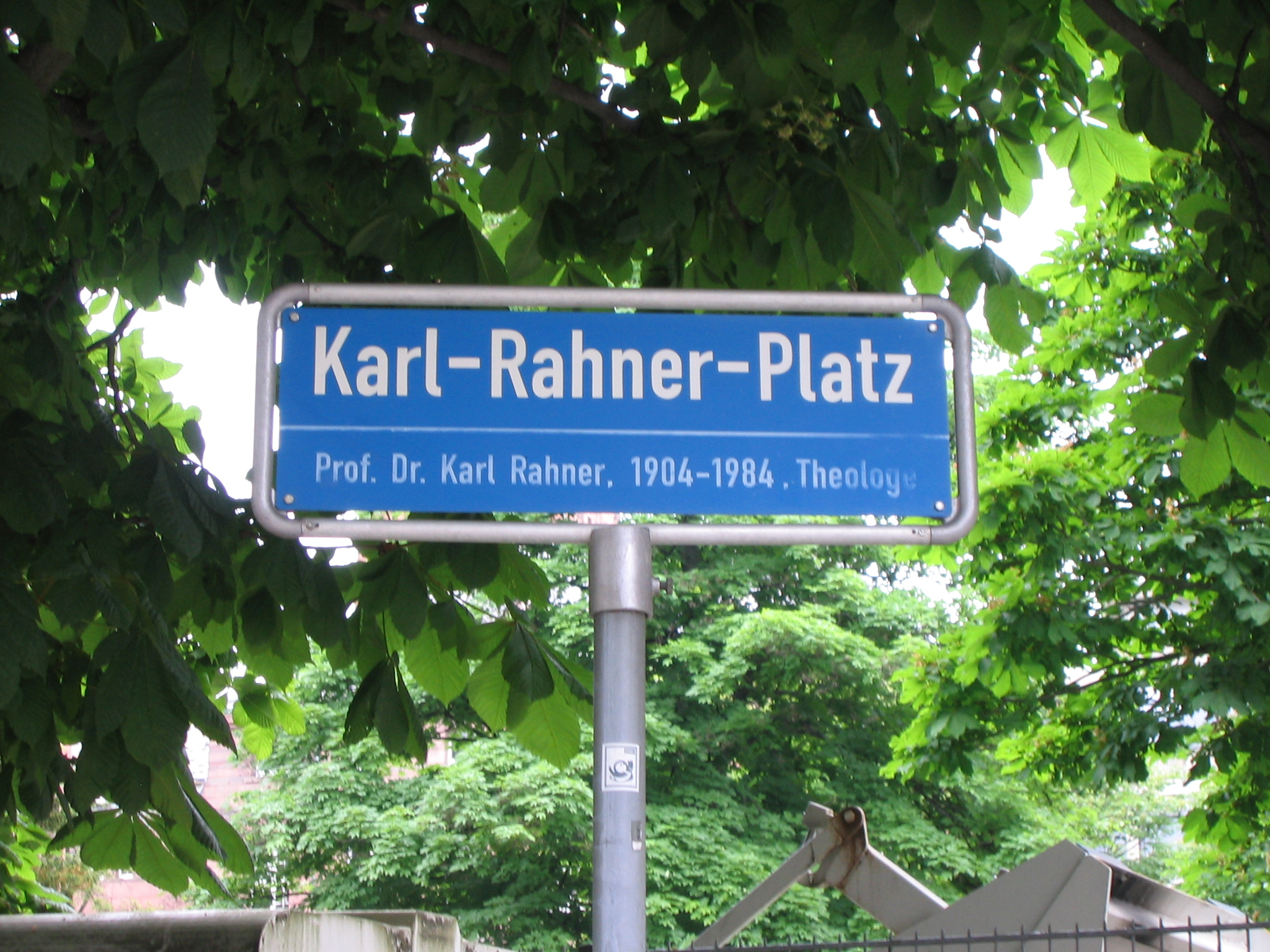
Dans sa ville natale...

Au terme de sa formation, il est nommé professeur de théologie dogmatique à l'université d'Innsbruck. En 1938 l'université est fermée par les nazis. Ne pouvant plus enseigner, il poursuit ses recherches en théologie tout en exerçant une activité pastorale à Vienne en Autriche. Entre 1945 et 1948, il est nommé professeur au philosophat jésuite de Pullach, près de Munich, puis à partir de 1948, il retourne à Innsbruck pour reprendre son enseignement en théologie dogmatique. De 1964 à 1967, il est professeur à Munich (où il succède à Romano Guardini), dirigeant la thèse de Leonardo Boff, et enfin de 1971 à 1974 à Münster.
Arrivé à Rome comme théologien du cardinal Franz König, il est nommé en 1962 par Jean XXIII expert (peritus) à la Commission théologique du concile Vatican II, où il joue un rôle important dans la préparation des textes conciliaires majeurs Lumen gentium et Dei Verbum, en partie sur la question épineuse du rapport entre l'Écriture et la Tradition : il était important de substituer au traditionnel langage catholique des 'Deux Sources de la Révélation' celui de l'unique référence à la 'Parole de Dieu'. En fait avant même cette nomination officielle Rahner avait déjà été consulté par les évêques allemands à propos de divers « schémas préparatoires ».
Il fonde, en 1965, avec Yves Congar et Edward Schillebeeckx, la revue internationale de théologie Concilium.
De 1969 à 1974, nommé par Paul VI, il est membre de la Commission théologique internationale.
Entre 1971 et 1981, il est professeur émérite à Munich, puis à partir de 1981 à Innsbruck. Son frère Hugo Rahner fut aussi jésuite, théologien et mariologiste reconnu.
Au soir de sa vie, Rahner confie ce qui fut toujours sa ligne de conduite intellectuelle : J'ai toujours fait de la théologie au service de l'annonce de l'Évangile, de la prédication, de la pastorale. Le même souci l'a animé tout au long de sa vie : faire dialoguer les affirmations de la foi chrétienne avec la culture du monde contemporain.
Mort à Innsbruck le 30 mars 1984, Karl Rahner est enterré dans la crypte de l'église des Jésuites d'Innsbruck.

## Travaux

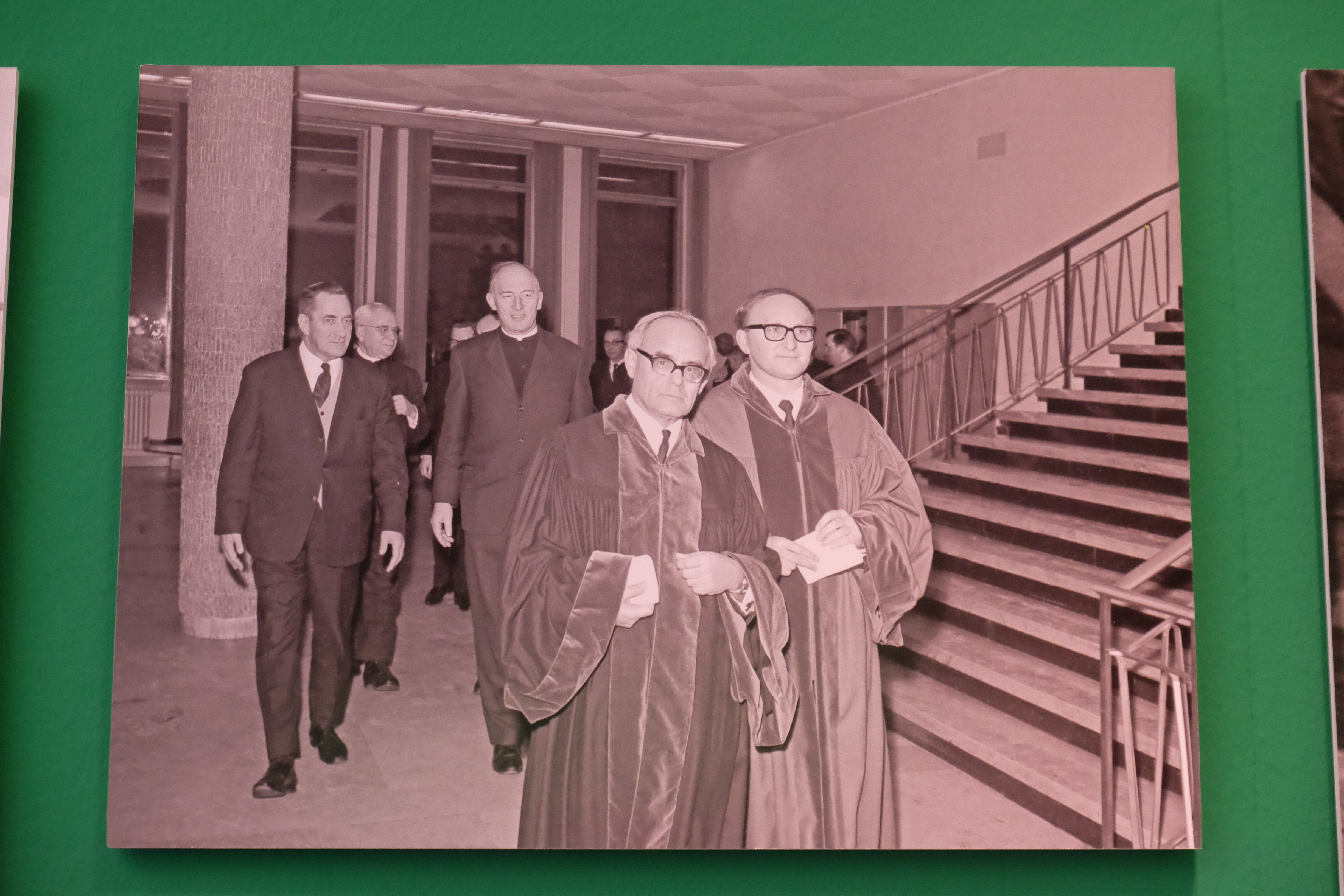
Karl Rahner et Johann Baptist Metz en 1971.

Karl Rahner a publié de très nombreux ouvrages de théologie, et en particulier les Écrits théologiques (tr. fr., 12 volumes, 1959-1970) et le Traité fondamental de la foi (1976, tr. fr. 1983).
Ses apports théologiques concernent notamment la Trinité, la christologie, la grâce, l'Église et les sacrements. Il insiste en particulier sur la transcendance et l'autocommunication de Dieu à l'homme. Karl Rahner est aussi l'un des premiers théologiens catholiques à tenter une compréhension herméneutique de la doctrine chrétienne.
Karl Rahner est l'auteur d'une thèse à la fois fameuse et discutée en sotériologie, celle des « chrétiens anonymes ». Selon cette théorie et pour simplifier beaucoup, quiconque mène une vie droite et sainte sera sauvé qu'il soit catholique ou non, parce qu'il est un « chrétien anonyme » (orienté vers le Christ et sauvé par lui, sans en avoir un savoir thématisé). Par le « oui » que l’homme pose au plus profond de lui-même comme réponse à cette attente qui est en lui, ce « oui » qui est un « oui » à l’existence la plus profonde, qui est un « oui » tendu vers l’infini, quelle que soit sa croyance, il parvient au salut par le Christ. C'est cet acte de foi implicite qui en fait un « chrétien anonyme ». Cette perspective sotériologique a pour mérite de résoudre l'exclusivisme contenu dans Extra ecclesia nulla salus, et de chercher comment Dieu sauve dans le Christ ceux qui ne le connaissent pas, sans faute de leur part.

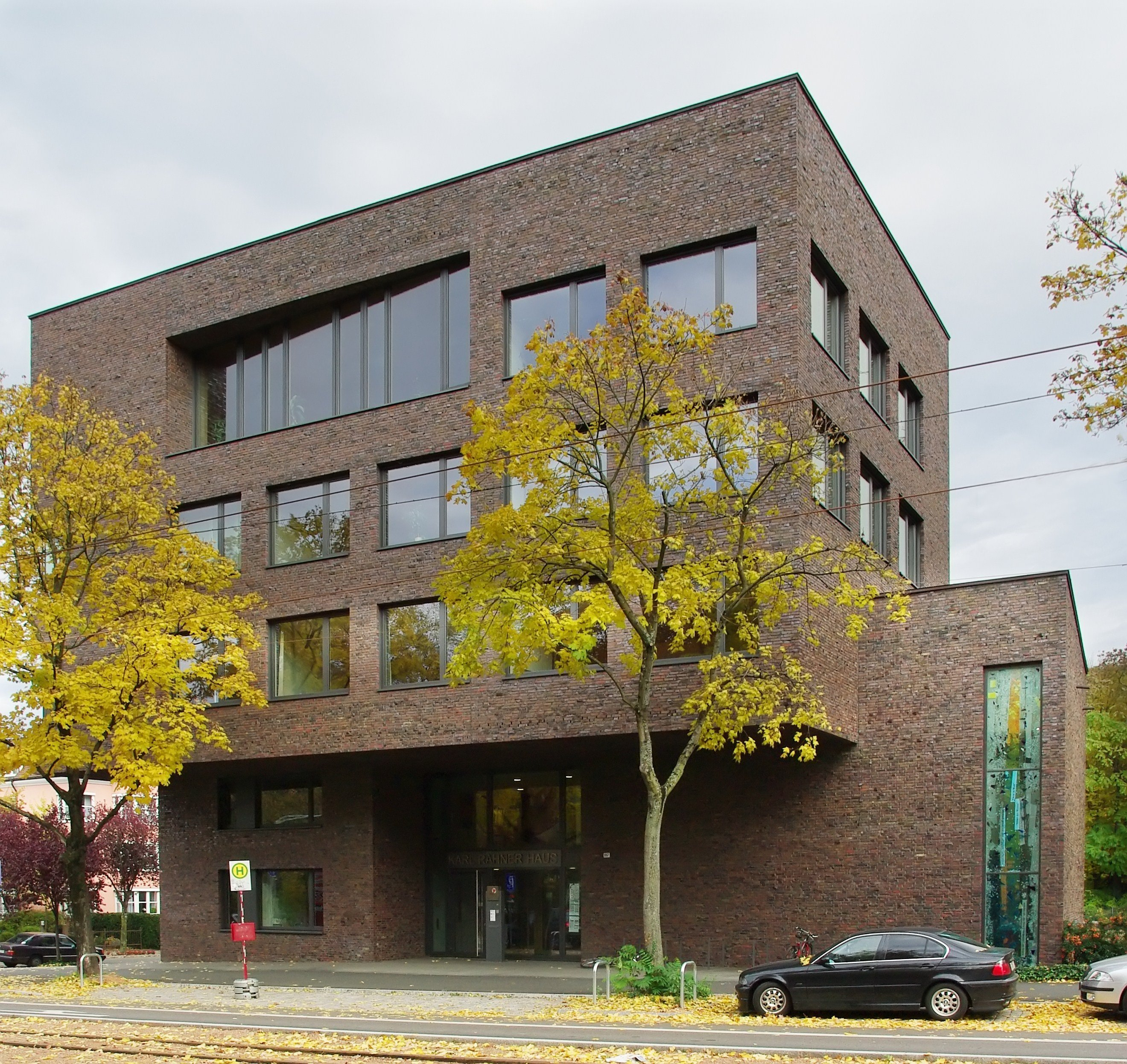
Le centre Karl-Rahner à Fribourg

Il développe aussi des réflexions sur l'Eucharistie. Par exemple, il parle de « trans-signification » pour rendre compte de la transsubstantiation dans une tentative pour transposer la catégorie aristotélicienne de substance — propre à la philosophie qui sous-tend le Concile de Trente — en une langue et une philosophie contemporaines. Paul VI, dans l'encyclique Mysterium Fidei (1965), indiqua cependant qu'on ne pouvait « en rester simplement à ce qu'on nomme « transsignification » et « transfinalisation » pour exprimer « de façon exhaustive le mode de présence du Christ dans ce sacrement ».
L'enseignement et les publications de Rahner ont ainsi traversé de nombreux domaines de la théologie (philosophie de la religion, théologie dogmatique, théologie pastorale, théologie morale, spiritualité, etc.), mais il a aussi publié des prédications de retraites et des homélies, plus accessibles au grand public.

## LeTraité fondamental de la foi
Son travail le plus important a été le Traité fondamental de la foi - Étude sur le concept du christianisme (1976, trad. fr. 1983 - 2011), œuvre systématique et souvent considérée comme d'accès difficile.
Ce traité comprend une introduction et neuf étapes :
- À l’écoute du message
- L’homme devant le mystère absolu
- L’homme comme être radicalement menacé par la faute
- L’homme comme événement de l’autocommunication libre et pardonnante de Dieu
- Histoire du salut et de la Révélation[7]
- Jésus-Christ[8]
- Le Christianisme comme Église
- Remarques sur la vie chrétienne
- L’eschatologie

Parmi les thèmes abordés :
- articulation entre philosophie et théologie
- réflexion antrophologique sur l'homme devant Dieu
- analyse de son thème central de l'autocommunication libre et pardonnante de Dieu en l'homme
- histoire du salut
- introduction à la christologie et à l'histoire de l'Église
- vie chrétienne, eschatologie et foi.

## Livres parus en français

### LesÉcrits théologiques
Une grande partie des Schriften zur Theologie a été publiée en traduction française sous les titres suivants : Écrits théologiques, Tomes I à XII, Paris, DDB, entre 1959 et 1970 ; Éléments de théologie spirituelle, Paris, DDB, 1964 ; Est-il possible aujourd'hui de croire ? Dialogue avec les hommes de notre temps, Paris, Mame, 1966. (Mais il n'y a pas de correspondance directe entre les tomes des Schriften zur Theologie et ceux des Écrits théologiques)
En voici le détail :
- Écrits théologiques t.1 : Dieu dans le nouveau testament, La signification du mot « Theos ». Problèmes actuels de Christologie. (1959)
- Écrits théologiques t.2 : L'appartenance à l'Église d'après la doctrine de l'encyclique Mystici corporis Christi. Piété personnelle et piété sacramentelle. Vérités oubliées sur le sacrement de pénitence. (1960)
- Écrits théologiques t.3 : De la relation de la nature et de la grâce. Pour la notion scolastique de la grâce incréée. De l'expérience de la grâce. Réflexions théologiques sur l'Incarnation. Pour une théologie de la mort. Essai sur le martyre. (1963)
- Écrits théologiques t.4 : Essai d'une esquisse de Dogmatique. L'Église des saints. La résurrection de la chair. Problème du développement dogmatique. L'Immaculée Conception. Sur le sens du Dogme de l'Assomption. Rédemption du temps. Le concept théologique de concupiscence. (1966)
- Écrits théologiques t.5 : Le monogénisme et la théologie. La liberté dans l'Église. Remarques à propos de la théologie des indulgences. La question d’une éthique existentiale formelle. Dignité et liberté de l'homme. Péché et rémission du péché dans le domaine-frontière de la théologie et de la psychothérapie. Considérations sereines sur le principe paroissial. (1966)
- Écrits théologiques t.6 : Sur le concept de jus divinum dans la conception catholique. À propos de la théologie du concile. Théologie de la rénovation du diaconat. À propos des conversions. Quelques remarques sur la question des conversions. Notes marginales d’ordre dogmatique sur la « piété ecclésiale ». Thèses sur la prière « Au nom de l’Église ». (1966)
- Écrits théologiques t.7 : Une simple question au sujet du pluralisme actuel dans la situation spirituelle des catholiques et de l'Église. Sur le dialogue dans la société pluraliste. Philosophie et théologie. Petit fragment « sur la découverte collective de la vérité ». Écriture sainte et théologie. Écriture et tradition à propos du schéma conciliaire sur la Révélation divine. Le « commandement de l'amour » parmi les autres commandements. La foi, puissance de salut et force de guérison. Qu'est-ce qu'une hérésie ? Théologie dans le Nouveau Testament. Qu'est-ce qu'un énoncé dogmatique ? (1967)
- Écrits théologiques t.8 : Réflexions sur le développement dogmatique. Le Concept du mystère dans la théologie catholique. Quelques remarques sur le traité dogmatique « De Trinitate ». Questions dogmatiques se rapportant à la dévotion pascale. Virginitas in partu. Questions de théologie de controverse au sujet de la justification. (1967)
- Écrits théologiques t.9 : Pour la théologie du symbole. Parole et eucharistie. La présence du Christ dans le sacrement de l'Eucharistie. Sur la durée de la présence du Christ dans celui qui vient de communier. Principes théologiques relatifs à l'herméneutique des affirmations eschatologiques. La vie des morts. La parole poétique et le chrétien. Quelques réflexions théologiques sur le problème des loisirs. Théologie de la puissance. (1968)
- Écrits théologiques t.10 : Le problème de la sécularisation. Humanisme chrétien. Théologie pratique et tâches sociales. Autour du concept de l'avenir. La « Nouvelle Terre ». Immanence et transcendance du monde. Pour une théologie de la paix. (1970)
- Écrits théologiques t.11 : La théologie et sa mise en demeure par Vatican II. La réflexion philosophique en théologie. L'historicité de la théologie. Problèmes de théologie pratique. Recherche et permanence. L'approche de Dieu dans la dogmatique catholique. Théologie et anthropologie. (1970)
- Écrits théologiques t.12 : Faute - Responsabilité - Châtiment. L'exigence de Dieu et la personne. Point de vue œcuménique sur « l'éthique de situation ». À propos du problème de la manipulation génétique. La manipulation de l'homme par l'homme. (1970)
- Éléments de théologie spirituelle : Problèmes fondamentaux. Sur les sacrements. Sur la vie quotidienne du chrétien. Sur les états de vie dans l'Église. (1964)
- Est-il possible aujourd'hui de croire ? Dialogue avec les hommes de notre temps : Est-il possible aujourd'hui de croire ? L'homme moderne devant la religion. Le Christianisme est-il une idéologie ? L'avenir chrétien de l'homme. À propos de la réforme des études ecclésiastiques. (1966)

### Autres ouvrages
- Dangers dans le catholicisme d'aujourd'hui, Paris, DDB, 1959
- Marie, mère du seigneur. Méditations théologiques, Paris, L'Orante, 1960
- Mission et grâce I. Vingtième siècle, siècle de grâce ? Fondements d'une théologie pastorale pour notre temps, Paris, Mame, 1962
- Mission et grâce II. Serviteurs du Peuple de Dieu. Réflexions de théologie pastorale sur divers états et fonctions dans l'Église à l'heure actuelle, Paris, Mame, 1963
- Éléments de théologie spirituelle, Paris, DDB, 1964
- Mission et grâce III. Au service des hommes. Pour une présence chrétienne au monde d'aujourd'hui, Paris, Mame, 1965
- Appels au Dieu du silence. Dix méditations, Mulhouse, Salvator, 1966
- L'Eucharistie et les hommes d'aujourd'hui. Réflexions spirituelles et pastorales, Paris, Mame, 1966
- Est-il possible aujourd'hui de croire ? Dialogue avec les hommes de notre temps, Paris, Mame, 1966
- L'homme au miroir de l'année chrétienne, Paris, Mame, 1966
- Prière de notre temps, Paris, L'Épi, 1966
- Le chrétien et la mort, Paris, DDB, 1966
- Science, évolution et pensée chrétienne. Théologie et sciences. Christologie et évolution, Paris, DDB, 1967
- Vivre et croire aujourd'hui, Paris, DDB, 1967
- Éléments dynamiques dans l'Église, Paris, DDB, 1967
- Une foi qui aime le monde. Méditations chrétiennes de la vie quotidienne, Mulhouse, Salvator, 1967
- Homélies bibliques, Mulhouse, Salvator, 1967
- L'Esprit dans le Monde. La métaphysique de la connaissance finie chez saint Thomas d'Aquin (Ouvrage complété par J.-B. Metz), Paris, Mame, 1968
- L'homme à l'écoute du Verbe (Ouvrage complété par J.-B. Metz), Paris, Mame, 1968
- Dieu dans le Nouveau Testament, Paris, Foi Vivante, 1969
- Serviteurs du Christ, Réflexions sur le sacerdoce à l'heure actuelle, Paris, Mame, 1969
- Mystère de l'Église et action pastorale, Paris, DDB, 1969
- Services de l'Église et action pastorale, Paris, DDB, 1970
- Église et sacrements, Paris, DDB, 1970
- Petit dictionnaire de théologie catholique (En collaboration avec Herbert Vorgrimler), Paris, Seuil, 1970
- « Dieu Trinité, fondement transcendant de l'histoire du salut », dans Mysterium salutis. Dogmatique de l'histoire du salut, tome IV, Paris, Cerf, 1971
- Le Dieu plus grand. Méditations sur les Exercices de saint Ignace, Paris, DDB, 1971
- Le courage d'être prêtre, Paris, DDB, 1971
- Je crois à Jésus-Christ, Paris, DDB, 1971
- Révélation et tradition (avec Joseph Ratzinger), Paris, DDB, 1972
- Les chances de la foi. Éléments d'une spiritualité pour notre temps, Paris, Centurion, 1974
- Discours d'Ignace de Loyola aux jésuites d'aujourd'hui, Paris, DDB, Paris 1979
- Qui est ton frère ?, Mulhouse, Salvator, 1982
- Traité fondamental de la foi. Introduction au concept du christianisme, Paris, Centurion, 1983
- Le courage du théologien (Dialogues publiés par P. Imhof et H. Biallowas), Paris, Cerf, 1985
- Expériences d'un théologien catholique, Paris, Cariscript, 1985
- Aimer Jésus, Paris, Desclée, 1985
- Les sacrements de l'Église, Paris, Nouvelle Cité, 1987
- Dieu Trinité, fondement transcendant de l'histoire du salut, Paris, Cerf, 1999
- Je crois, explication du symbole des apotres (Karl Rahner, L. Scheffczyk, J. Ratzinger), Paris, Lethielleux, 2001
- Homélies et Méditations, Paris, Salvator, 2005, 559 p.  (ISBN 978-2-7067-0388-1)
- The Concept of Existential Philosophy in Heidegger, dans Philosophy Today  (1969)
- L'Esprit ignatien : Écrits sur les Exercices et sur la spiritualité du fondateur de l'Ordre, Cerf, 2016  (ISBN 978-2-2041-0111-0)